# Бокій Віктор Григорович
Ві́ктор Григо́рович Бокій — генерал-лейтенант Збройних сил України, начальник Головного оперативного управління — заступник начальника Генерального штабу Збройних Сил України (2020—2024).

## З життєпису
Народився у 1971 році у місті Кишинів.
У 1992 році закінчив Омське вище загальновійськове командне училище. Офіцерську службу розпочав командиром мотострілецької роти. З 1992 по 1996 рік проходив службу на посадах командира мотострілецької роти, командира механізованого взводу, командира механізованої роти.
З червня 1996 року продовжив службу на посадах начальника штабу — заступника командира механізованого батальйону, командира механізованого батальйону.
У 2001 році здобув військову освіту оперативно-тактичного рівня у Національній академії оборони України.
Далі проходив службу на посадах начальника штабу — першого заступника командира 97 окремої механізованої бригади 13-го армійського корпусу Західного ОК, заступника начальника штабу 13-го армійського корпусу Зах. ОК, начальника штабу — першого заступника командира 6 окремої механізованої бригади міжнародної миротворчої місії в Республіці Ірак, командира 16 окремої механізованої бригади Південного ОК, начальника 169-го навчального центру Сухопутних військ Збройних Сил України, начальника управління інспектування (перевірки) військ та військової дисципліни Збройних Сил України.
У серпні 2007 року Віктор Бокій отримав чергове військове звання генерал-майор.
У 2009 році з відзнакою завершив навчання на факультеті підготовки фахівців оперативно-стратегічного рівня Національної академії оборони України, був призначений на посаду заступника начальника логістики з технічного забезпечення — начальника управління технічного забезпечення логістики командування Сухопутних військ Збройних Сил України.
У 2012—2014 роках на посаді начальник штабу — першого заступника командира 13-го армійського корпусу Сухопутних військ Збройних Сил України.
З 2014 по 2015 рік начальник оперативного управління — заступник начальника штабу оперативного командування «Північ».
У 2015—2017 роках був начальником Головного оперативного управління — заступник начальника Генерального штабу Збройних Сил України, пізніше начальник Головного управління підготовки — заступник начальника Генерального штабу Збройних Сил України (2017—2019), начальник Головного оперативного управління — заступник начальника Генерального штабу Збройних Сил України (2019—2020).
У 2020 році призначений на посаду заступника начальника Генерального штабу Збройних Сил України.
10 лютого 2024 року Міністр оборони України Рустем Умєров звільнив генерал-лейтенанта Віктора Бокія з займаної посади заступника начальника Генштабу ЗСУ.

## Нагороди
- Орден Богдана Хмельницького III ступеня (15 липня 2014 року) — за особисту мужність і героїзм, виявлені у захисті державного суверенітету та територіальної цілісності України, вірність військовій присязі під час російсько-української війни, відзначений [6].